# العلاقات الباهاماسية الماليزية
العلاقات الباهاماسية الماليزية هي العلاقات الثنائية التي تجمع بين باهاماس وماليزيا.

## مقارنة بين البلدين
هذه مقارنة عامة ومرجعية للدولتين:
| وجه المقارنة                                              | باهاماس      | ماليزيا       |
| --------------------------------------------------------- | ------------ | ------------- |
| المساحة (كم2)                                             | 13.88 ألف    | 330.29 ألف    |
| عدد السكان (نسمة)                                         | 395.36 ألف   | 31.62 مليون   |
| الكثافة السكانية (ن./كم²)                                 | 28.48        | 95.73         |
| العاصمة                                                   | ناساو        | كوالالمبور    |
| اللغة الرسمية                                             | لغة إنجليزية | لغة ماليزية   |
| العملة                                                    | دولار بهامي  | رينغيت ماليزي |
| الناتج المحلي الإجمالي (بليون دولار)                      | 12.16 مليار  | 314.50 مليار  |
| الناتج المحلي الإجمالي (تعادل القوة الشرائية) بليون دولار | 8.92 مليار   | 817.43 مليار  |
| الناتج المحلي الإجمالي الاسمي للفرد دولار أمريكي          | 22.82 ألف    | 9.77 ألف      |
| الناتج المحلي الإجمالي للفرد دولار أمريكي                 |              | 25.64 ألف     |
| مؤشر التنمية البشرية                                      | 0.790        | 0.779         |
| رمز المكالمات الدولي                                      | +1242        | +60           |
| رمز الإنترنت                                              | .bs          | .my           |
| المنطقة الزمنية                                           | 00           | ت ع م+08:00   |

## منظمات دولية مشتركة
يشترك البلدان في عضوية مجموعة من المنظمات الدولية، منها:
| علم المنظمة | اسم المنظمة                               | تاريخ انضمام باهاماس | تاريخ انضمام ماليزيا |
| ----------- | ----------------------------------------- | -------------------- | -------------------- |
|             | مؤسسة التنمية الدولية                     | 23 يونيو 2008        | 24 سبتمبر 1960       |
|             | يونسكو                                    | 23 أبريل 1981        | 16 يونيو 1958        |
|             | وكالة ضمان الاستثمار متعدد الأطراف        | 4 أكتوبر 1994        | 6 ديسمبر 1991        |
|             | الأمم المتحدة                             | 18 سبتمبر 1973       | 17 سبتمبر 1957       |
|             | دول الكومنولث                             | ?                    | ?                    |
|             | الفريق المعني برصد الأرض                  | ?                    | ?                    |
|             | الاتحاد البريدي العالمي                   | ?                    | ?                    |
|             | البنك الدولي للإنشاء والتعمير             | 21 أغسطس 1973        | 7 مارس 1958          |
|             | الاتحاد الدولي للاتصالات                  | 19 أغسطس 1974        | 3 فبراير 1958        |
|             | منظمة حظر الأسلحة الكيميائية              | ?                    | ?                    |
|             | مؤسسة التمويل الدولية                     | 8 ديسمبر 1986        | 20 مارس 1958         |
|             | المركز الدولي لتسوية المنازعات الاستشارية | 18 نوفمبر 1995       | 14 أكتوبر 1966       |
|             | منظمة الشرطة الجنائية الدولية             | ?                    | ?                    |

## وصلات خارجية
- موقع وزارة الخارجية الماليزية